# Bökönyi Közös-legelő
Bökönyi Közös-legelő este o arie protejată (arie specială de conservare — SAC, sit de importanță comunitară — SCI) din Ungaria întinsă pe o suprafață de 84,68 ha, integral pe uscat.

## Localizare
Centrul sitului Bökönyi Közös-legelő este situat la coordonatele 47°43′41″N 21°43′01″E / 47.728056°N 21.716944°E.

## Înființare
Situl Bökönyi Közös-legelő a fost declarat sit de importanță comunitară în mai 2004 pentru a proteja 1 specie de animale. Situl a fost protejat și ca arie specială de conservare în februarie 2010.

## Biodiversitate
Situată în ecoregiunea panonică, aria protejată conține 1 habitat natural: Stepe panonice nisipoase.
La baza desemnării sitului se află o specie protejată de  mamifere: popândău comun (Spermophilus citellus).